# Sockel 7
Der Sockel 7 ist ein Prozessorsockel für den Intel Pentium und pinkompatible Prozessoren. Er wurde ursprünglich für den Pentium-150/166 geschaffen, löste aber bald darauf auch den Sockel 5 als Standard-Sockel für langsamere Pentium-CPUs ab. Der Sockel 7 ist der letzte Sockel für Intels Pentium-Prozessoren der ersten Generation. Vermutlich um dem enormen Konkurrenzdruck zu entgehen wechselte Intel mit seinem Pentium II Anfang 1997 auf den Slot 1, erklärte den Sockel 7 daraufhin zur Einsteiger-Plattform, um ihn dann schließlich 1998 im Desktop-Markt vollends der Konkurrenz zu überlassen und den Celeron zur neuen Einsteiger-CPU zu erklären.

## Technisches
Der Sockel 7 wurde in seiner Geschichte mehrmals an die aktuellen Gegebenheiten angepasst. Diese Anpassungen beziehen sich aber nicht auf die mechanische, sondern auf die elektrische Kompatibilität vieler Hauptplatinen zu der Vielzahl an CPU-Modellen verschiedener Hersteller, die zwischen 1996 und 2000 auf den Markt kamen. Die wachsende Zahl neuer CPUs erforderte zu dieser Zeit auf der Hauptplatine immer umfangreichere Einstellungsmöglichkeiten für Versorgungsspannung und Frequenz beim Betrieb von CPU-Bus und -Kern. Viele Hauptplatinenhersteller erkannten den Trend und erlaubten auf ihren Produkten bald Einstellmöglichkeiten für CPU-Modelle, die häufig noch nicht einmal angekündigt waren. Und obwohl diese Einstellungen zunächst nicht offiziell dokumentiert waren, reichten viele Hersteller die für den Betrieb modernerer CPUs benötigten Informationen auf den Support-Webseiten ihrer Produkte nach und ermöglichten es so, im Rahmen der gebotenen Möglichkeiten unter gewissen Umständen auch modernere CPUs auf älteren Hauptplatinen zu betreiben. Ein sehr beliebtes Gespann waren beispielsweise der K6-III/400 von AMD und die späten Modelle aus der T2P4-Baureihe von Asus.
Allerdings entscheiden die bisher erwähnten Einstellmöglichkeiten nicht allein darüber, ob eine CPU auf einer Hauptplatine überhaupt läuft oder sogar dauerhaft stabil läuft. Ausschlaggebend sind oft weitere Randbedingungen, etwa die Unterstützung durch das BIOS der Hauptplatine oder gar die maximale Belastbarkeit der verbauten Spannungsregler. So kommt es durchaus vor, dass die verbauten Spannungsregler bezüglich ihrer elektrischen Kenndaten für die hohen Versorgungsströme leistungsfähiger CPUs geeignet sind, deren Kühlung aber nicht ausreichend dimensioniert ist. Auch erkennen viele BIOS neuere oder selten verwendete CPUs nicht korrekt oder können diese intern nicht derart konfigurieren, dass sie ihr volles Leistungspotenzial entfalten können. Manchmal läuft ein Gespann aus CPU und Hauptplatine auch kurz an, um sich dann schließlich während des Power-On Self-Test aus nicht ersichtlichen Gründen zu weigern, den Bootvorgang fortzusetzen. Bei derartigen Problemen kann normalerweise nur noch eine neuere BIOS-Version vom Hauptplatinenhersteller helfen, sofern dieser überhaupt eine solche anbot. Für Hauptplatinen, deren Hersteller keine Unterstützung anboten, rüsteten Technik-Enthusiasten diese fehlenden Fähigkeiten teilweise in den BIOS über sogenannte inoffizielle Patches auch selbst nach, z. B. für die K6 III+ Prozessoren.

### Taktfrequenzen
Gemäß der Spezifikation erlaubt der Sockel 7 einen Bustakt von 50, 60 und 66 MHz. Offiziell hat Intel nie mehr als 66 MHz unterstützt. Viele Hauptplatinen ermöglichen die Einstellung von Bus-Taktfrequenzen von mehr als 66 MHz, obwohl die verwendeten Chipsätze dafür nicht spezifiziert sind. Insbesondere Hauptplatinen mit Intels 430HX-Chipsatz erlauben oft den Betrieb mit bis zu 83 MHz Bustakt. Da dieser Chipsatz nur einen festen Teiler von 1:2 zwischen PCI- und CPU-Bus erlaubt, wird dann der PCI-Bus übertaktet, was etlichen PCI-Karten Schwierigkeiten bereitet. Gleiches gilt für das Speicherinterface.
Ab 1996 entglitt Intel immer mehr die Kontrolle über den Sockel 7. Konkurrierende Chipsatz-Hersteller begannen damit, ihre Produkte auch für Bustakte jenseits der 66 MHz zu spezifizieren und "asynchrone" Betriebsarten (2:5 und 1:3) zu unterstützen, um PCI-Bus und/oder Speicherinterface wieder innerhalb der Spezifikation betreiben zu können. Zudem gab es immer mehr Pentium-kompatible CPUs wie den K5 (AMD) und den 6x86 (Cyrix). Manche davon können dem Pentium in einigen Anwendungsgebieten durchaus das Wasser reichen und später ihre volle Leistungsfähigkeit sogar nur noch bei Bustakten von mehr als 66 MHz entfalten. Diese Entwicklung führte schließlich zu dem, was heute als Super-Sockel 7 bekannt ist und dazu, dass der Sockel 7 für Intel immer unattraktiver wurde.

### Betriebsspannungen
Bieten Sockel 4 und Sockel 5 noch sehr eingeschränkte Möglichkeiten bei der Einstellung der Betriebsspannungen und orientieren diese ausschließlich an den Bedürfnissen der Intel-CPUs, so uferte die Situation beim Sockel 7 durch die zunehmende Vielfalt Pentium-kompatibler CPUs immer mehr aus. Die CPUs vieler Hersteller sind nicht mehr versorgungsspannungkompatibel zu den Intel-CPUs und mussten von Mainboard-Herstellern durch eine Vielzahl an Einstellmöglichkeiten berücksichtigt werden. Noch komplexer wurde die Sache durch Split-Voltage-CPUs mit zwei Versorgungsspannungen.

## Varianten des Sockel 7
Eine weit verbreitete Ansicht ist, dass der Sockel 7 sich von seinem Vorgänger, dem Sockel 5, durch die Unterstützung von Split-Voltage-CPUs (wie dem Pentium MMX) unterscheidet, bei denen Kern und Bus-Schnittstelle mit verschiedenen Versorgungsspannungen betrieben werden. Zunächst unterschied sich der Sockel 7 vom Sockel 5  jedoch durch das Vorhandensein eines weiteren, später zwei weiterer so genannter BF-Pins (Einstellung des Verhältnisses von Bus- zu CPU-Takt). Die Taktleitungen CLK und PICCLK werden nun mit 3,3 V betrieben. Laut Spezifikation dürfen die Prozessoren auch mehr Strom ziehen und um den Sockel herum muss mehr Platz für voluminiösere Kühlkörper vorhanden sein.

### Sockel 7 mit Split-Voltage-Unterstützung

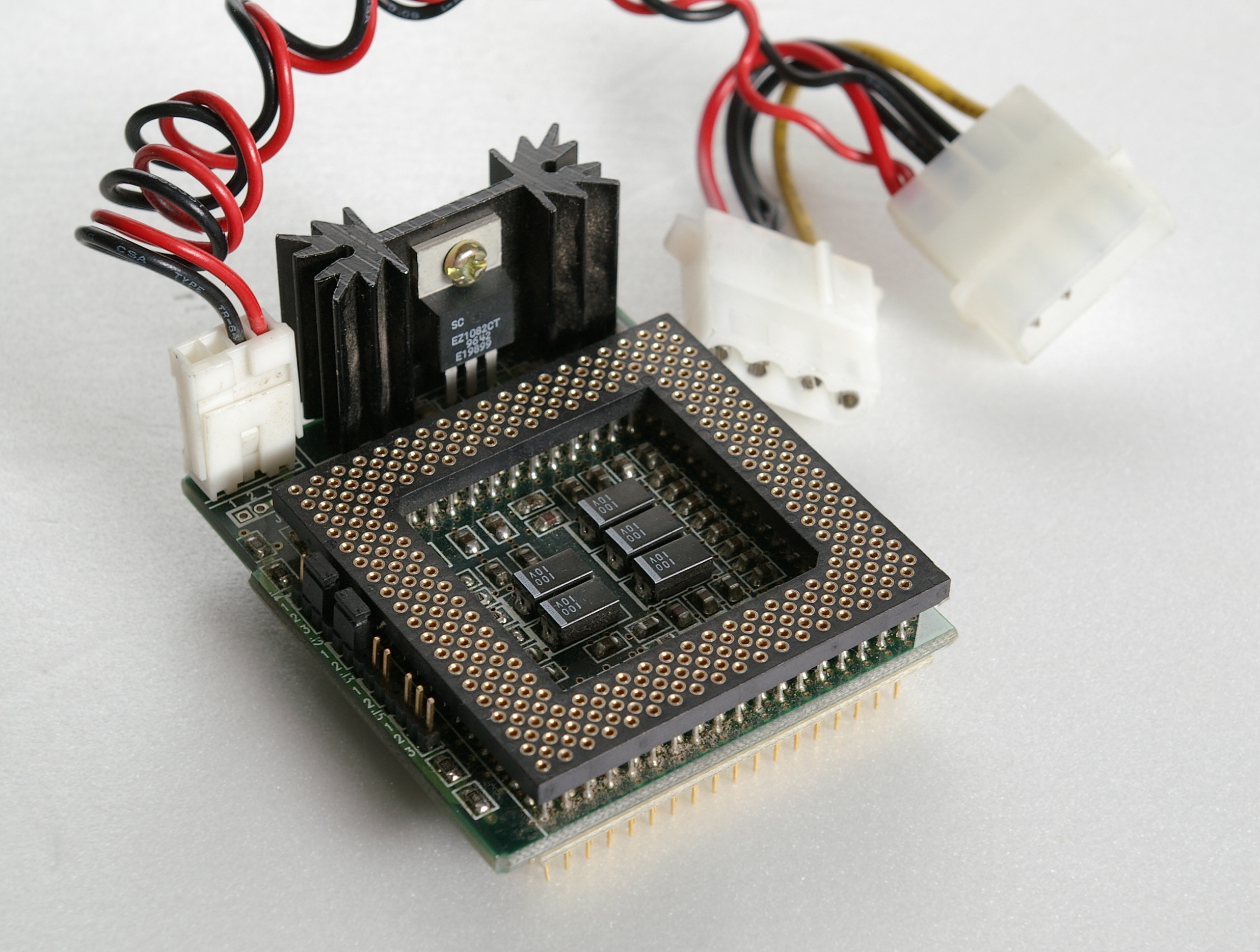
Adaptersockel für Sockel 5 zur Unterstützung von Split-Voltage-Prozessoren

Anfang 1997 stellte Intel mit dem Pentium MMX einen Prozessor vor, der zwei Versorgungsspannungen benötigt. Statt den neuen „Sockeltyp“ (der Sockel selbst ist mechanisch kompatibel zum Sockel 5) neu zu benennen, beließ Intel es bei der Bezeichnung Sockel 7. Von nun an musste immer dazu gesagt werden, ob von einem Sockel 7 mit oder ohne Split-Voltage-Unterstützung die Rede war.
Durch den Einsatz von Adaptersockeln können auch Sockel 5 Split-Voltage-fähig gemacht werden. Auf diesem Adapter befindet sich ein Low-Drop-Spannungsregler, welcher die zweite Versorgungsspannung zur Verfügung stellt.

### Super-Sockel 7
Der Super-Sockel 7 ist eine mechanisch und elektrisch abwärtskompatible Erweiterung der Spezifikation des Sockel 7 mit Split-Voltage-Unterstützung. Im Grunde genommen wurden nur die Zeitvorgaben für die Signale der Bus-Schnittstelle so angepasst, dass diese auch mit 100 MHz betrieben werden kann. Da Intel diese Erweiterung weder spezifiziert noch unterstützt hat, waren die Hersteller von Hauptplatinen für den Super-Sockel 7 auf Chipsätze von Intel-Konkurrenten angewiesen. Beliebte Super-Sockel-7-Chipsätze sind der Aladdin V von ALi und der MVP3 von VIA Technologies.